# Coloana vertebrală la păsări
Coloana vertebrală la păsări este alcătuită din 4 secțiuni:
- Regiunea cervicală 15;
- Regiunea toracală   5;
- Regiunea lombară    6;
- Regiunea caudală   15;
- Regiunea sacrală    3.

Târtița este partea posterioară a coloanei vertebrale la păsări, de unde cresc penele cozii.